# Victor-Lucien Tapié
Victor-Lucien Tapié (Nantes, 1900. július 24. – Saint-Aubin-des-Châteaux, 1974. szeptember 23.) francia történész, egyetemi tanár, akadémikus, a barokk művészet és a 17. századi Közép-Európa nemzetközi hírű szakértője. Többször járt Magyarországon is, jól ismerte, szívesen látogatta Budapesten, Pannonhalmán, Győrben, Egerben és más magyar városokban is a barokk műemlékeket, s 1960-ban ő képviselte a Sorbonne-t az Eötvös Loránd Tudományegyetem alapításának 325. évfordulója alkalmából rendezett ünnepségeken.

## Élete
Victor-Lucien Tapié 1900. július 24-én született Bretagne-ban, a Loire torkolatánál fekvő Nantes-ban. Gimnáziumi tanulmányait szülővárosa gimnáziumában kezdte, melynek apja is a tanára volt, majd a párizsi Lakanal gimnáziumban fejezte be, sok időt töltve nagybátyja, a szociológus Célestin Bouglé környezetében, aki az egyik leghíresebb francia felsőoktatási intézmény, a párizsi École normale supérieure tanára (1935-től 1940-ig igazgatója) volt.
Egyetemi tanulmányait a Sorbonne-on végezte 1919-től 1925-ig. Bölcsészettudományi alapdiplomáját (licence) 1920-ban kapta meg. Ezután, az 1920/21-es tanévben egy francia egyetemi program keretében történelmet tanított Prágában. Ekkor ismerkedett meg Josef Pekar cseh történésszel, s az ő hatására, biztatására kezdte tanulmányozni Csehország múltját és a barokk művészetet.
A mesterképzést (agrégation) lezáró egyetemi diplomát 1925-ben szerezte meg a Sorbonne-on történelemből.
1925-től 1929-ig a Loire-vidéken,  Châteauroux-ban, majd 1929-től 1931-ig Strasbourgban volt gimnáziumi tanár.
1931-től 1933-ig a Lavisse Alapítvány (Fondation Lavisse) ösztöndíjával Párizsban, majd 1933-34-ben a Rockefeller Alapítványéval Prágában mélyítette el történészi és művészettörténeti ismereteit, s írta meg La Politique étrangère de la France et le début de la guerre de Trente Ans (1616-1621)  (Franciaország külpolitikája és a harmincéves háború kezdete (1616-1621) című doktori disszertációját.
1934-ben bölcsészdoktori diplomát szerzett, s ezt követően 1934-től 1937-ig a neves párizsi Louis-le-Grand gimnáziumban tanított.
1937-től 1949-ig hosszabb-rövidebb megszakításokkal a lille-i egyetem történelem tanszékének tanára volt. 1939-ben behívták katonai szolgálatra, majd 1940-ben a Rio de Janeiró-i egyetemre küldték. Két évet töltött Brazíliában, ez alatt tevékenyen részt vett az ország szellemi életében. 1942-ben visszatért Franciaországba és a lille-i egyetemre.
Oktatómunkájának megkoronázásaként 1950-ben a Sorbonne történelemprofesszora lett, s húsz évig, nyugdíjba vonulásáig a híres párizsi egyetem tanáraként dolgozott. Olyan tekintély övezte, hogy még 1968 májusában, a párizsi diáklázadások idején is, amikor nem egy professzortársa be sem mert menni az egyetemre, ő rendszeresen megjelent ott, s a diákok sohasem tartóztatták fel, köszöntek és utat nyitottak neki, a „Mesternek”.
1963-ban a Francia Tudományos Akadémia (Institut de France) 5. osztályának, a Társadalom- és Politikatudományi Akadémiának (Académie des sciences morales et politiques) tagjává választották.
Rendszeresen látogatta a barokk kincseket rejtő közép-európai országokat, főleg Csehországot (a cseh nyelvet is megtanulta, és a Cseh Tudományos Akadémia tagjai közé fogadta), de Ausztriát (az Osztrák Tudományos Akadémiának is tagja volt) és Magyarországot is, ahol 1971-ben az Eötvös Loránd Tudományegyetem díszdoktori címet adományozott neki. Egyik korábbi, 1960-as magyarországi látogatásáról az Irodalomtörténeti Közlemények 1960. évi 3. száma is tudósított. 
Kutatói és írói munkásságát 1970-es nyugdíjba vonulása után is folytatta, ekkor publikálta két jelentős művét, a Retables baroques de Bretagne (Barokk oltárok Bretagne-ban) és a L'Europe de Marie-Thérèse. Du baroque aux Lumières (Mária-Terézia Európája. A barokktól a felvilágosodásig) címűt.
1974. szeptember 23-án Saint-Aubin-des-Châteaux bretagne-i faluban érte a halál, amelynek iskolájában az 1940-es évek elején Tapié legkedvesebb költője, René Guy Cadou tanított.

## Fontosabb művei
- La Politique étrangère de la France et le début de la guerre de Trente Ans (1616-1621) (Franciaország külpolitikája és a harmincéves háború kezdete (1616-1621), Paris, PUF, 1934.

- La France de Louis XIII et de Richelieu (XIII. Lajos és Richelieu Franciaországa), Paris, Flammarion, 1952.

- Baroque et classicisme (A barokk és a klasszicizmus), Paris, Plon, 1957.

- Le Baroque (A barokk), Paris, PUF, „Que sais-je?”-sorozat, 1961.

- Monarchies et peuples du Danube (Duna menti monarchiák és népek), Paris, Fayard, 1969.

- Retables baroques de Bretagne (Barokk oltárok Bretagne-ban), Paris, PUF, 1972.

- L'Europe de Marie-Thérèse. Du baroque aux Lumières (Mária-Terézia Európája. A barokktól a felvilágosodásig), Paris, Fayard, 1973.